# Orbital Sciences X-34
Orbital Sciences X-34 được thiết kế như một mẫu thử nghiệm chi phí thấp nhằm trình diễn "các công nghệ cốt lõi" sẽ được áp dụng trong chương trình Phương tiện phóng tái sử dụng được.

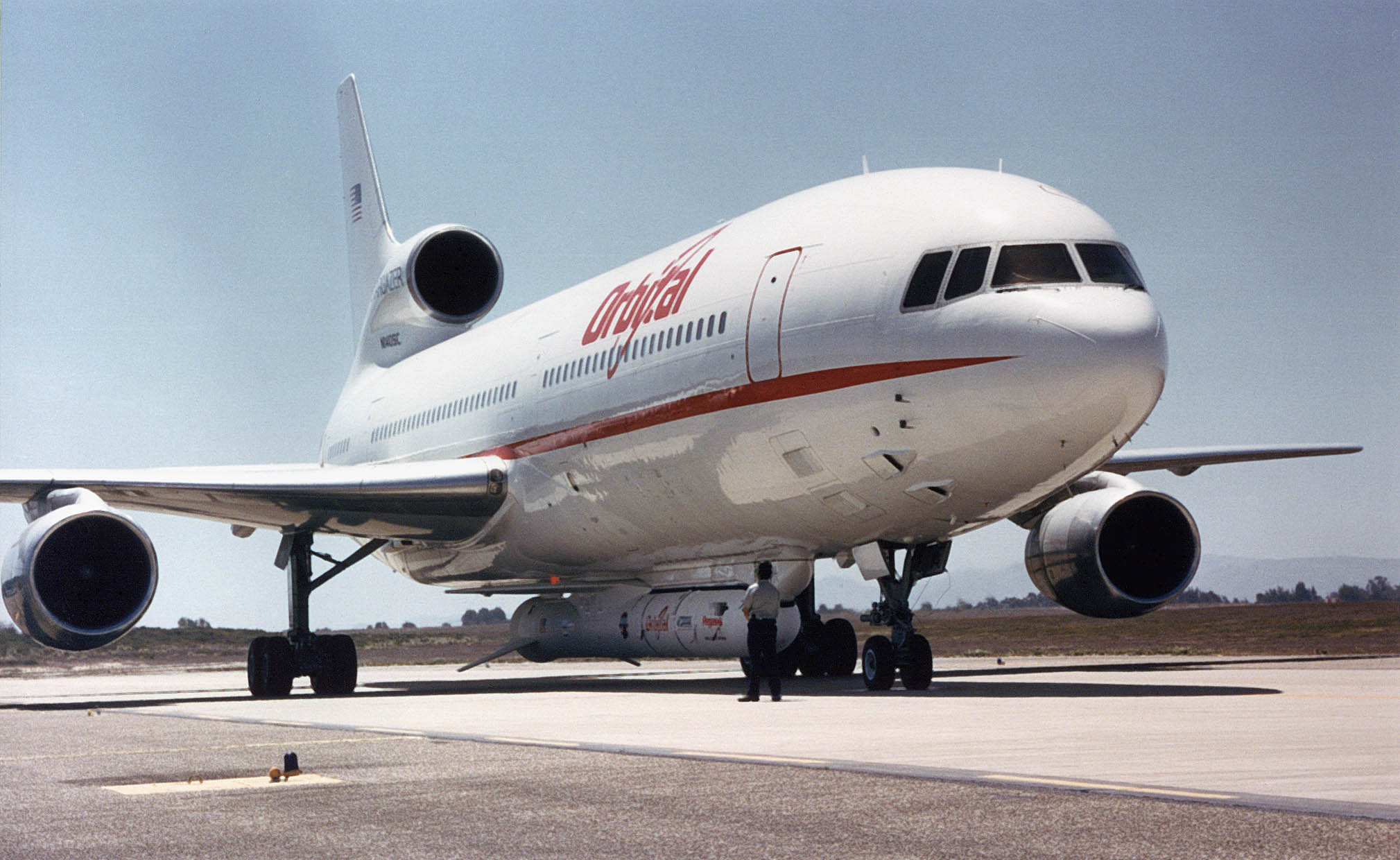
Lockheed L-1011 mang theo X-34.